# Parte del aire
«Parte del aire» es una canción de rock de aire litoraleño compuesta por el músico argentino Fito Páez para el álbum doble La la la de 1986, realizado en conjunto con Luis Alberto Spinetta, 20º álbum en el que tiene participación decisiva Spinetta y tercero de la carrera de Páez. El álbum fue calificado por la revista Rolling Stone y la cadena MTV como #61 entre los cien mejores discos de la historia del rock nacional argentino.
En el tema es interpretado por Fito Páez, quien canta y toca los teclados, con el apoyo de Carlos Franzetti que realizó los arreglos de cuerdas.

## Contexto
El álbum La la la fue el resultado de la colaboración musical de dos figuras máximas del rock nacional argentino, Luis Alberto Spinetta y Fito Páez. En el momento de la grabación Spinetta tenía 36 años y era una figura consagrada con diecinueve álbumes grabados, en tanto que Páez tenía 23 años y recién comenzaba a ser una estrella con dos álbumes grabados.
La colaboración de dos figuras máximas para sacar un álbum conjunto, como hicieron Spinetta y Páez en 1986, fue un hecho inusual en el rock nacional argentino. Argentina transitaba el tercer año de democracia luego de la caída de la última dictadura. En ese contexto democrático el rock nacional, que había aparecido en los años finales de la década de 1960, se estaba masificando y desarrollaba nuevas sonoridades, a la vez que ingresaba una nueva generación.
La asociación entre Spinetta y Páez canalizó precisamente ese encuentro entre la generación que fundó el rock nacional y la segunda generación marcada por la Guerra de Malvinas (1982) y la recuperación de la democracia (1983).

## El tema
El tema es el 13º track y tercero del Disco 2 (tercero del lado A) del álbum doble La la la. Se trata de una canción de tono litoraleño ("música de grillos del Paraná"), una de las principales influencia musicales de Fito Páez, por su condición de rosarino.
Fito compuso esta canción en la Navidad de 1985, bajo el dolor que le produjo la muerte de su padre el día anterior:

Me dejó unos discos en el placard
un reloj de plata y un samurai
todo detallado en un expediente.
"Parte del aire" (fragmento)

En la canción imagina a su padre como "parte del aire", reencontrándose con su madre -fallecida cuando Páez tenía sólo ocho meses de vida:

Y allí van... Parte del aire
Y allí van... en libertad...
(...)
Por la vía láctea se encontrarán
en algún planeta, en algún lugar.
"Parte del aire" (fragmento)

La canción finaliza preguntándose dónde va la gente y a dónde irá él mismo, solo y con sus padres muertos:

Donde va la gente y su corazón
donde van los años y este dolor
y donde voy yo... no me importa ya
vengo de dos ríos que dan al mar.
"Parte del aire" (fragmento)

Fito Páez ha contado que Spinetta lloró emocionado cuando le mostró la canción para incluirla en el álbum La la la:

Me acuerdo de Luis y de cómo se emocionó cuando la escuchó. Estábamos en la casa que teníamos con Fabi y se puso a llorar. Me dijo: "Sos un hijo de puta, cómo hacés eso". Él quiso que forme parte del álbum, fue una canción que le gustaba mucho. Mercedes (Sosa) la grabó también. Tiene algo impactante e insólito el tema. Dentro del género de la canción, hablar de un encuentro post mortem es curioso.
Fito Páez

Estilísticamente, "Parte del aire" es un tema litoraleño. Fito ha destacado su aporte al rock nacional de ritmos ternarios provenientes del folklore argentino, sello personal que resulta visible en casi todos sus temas:

El 6 por 8... Eso no estaba acá. Desde el rock no había sido abordado... Yo traigo esa herencia del interior, de estar en contacto con el folklore y con el tango... Incluso Luis ha tenido contactos con el folklore, de utilizar ritmos ternarios ligados al folklore, no al jazz, no al 3/4 del vals sino a los pulsos en 6 por 8.
Fito Páez

La misma cuestión del aporte folklórico en la música de Páez fue tema de una pregunta de la revista Pelo, cuando la grabación del disco era solo una posibilidad:

-Pregunta: ¿Qué tipo de música haría juntos (con Fito Páez)? Fito últimamente se encuentra en la exploración de ritmos autóctonos.
-Spinetta: Bueno, ¿por qué no? Yo ya hice zambas, bagualas. Tengo la zamba de Jade que todavía no estrené, y "Luna nueva" o la chacarera del Mono de Madre en años luz. Esto te confirma que las temáticas y los géneros se pueden unir tanto como queramos.

En el tema se destacan también las cuerdas arregladas por Carlos Franzetti. La idea de convocar a Franzetti para realizar arreglos de cuerdas en algunos temas de La la la fue de Fito Páez. Franzetti, que estaba radicado Estados Unidos y en las décadas siguientes alcanzaría un gran éxito internacional, también hizo en el álbum los arreglos de cuerdas en "Asilo en tu corazón", "Dejaste ver tu corazón" y "Pequeño ángel", además de componer el tema "Retrato de bambis".